# 波努伊冰原島峰
77°35′S 169°1′E / 77.583°S 169.017°E
波努伊冰原島峰（英語：Pōnui Nunatak），是南極洲的冰原島峰，位於羅斯島東南部，處於斯拉特里峰東南面1.1公里，海拔高度320米，現時由南極條約體系管理。